# 曹睦
曹睦，字塑宾，浙江瑞安人。明朝官員、进士。
永樂二年（1404年），其中甲申科三甲第七十三名进士，后選為翰林院庶吉士，編撰永樂大典。授秦府伴读。当时恰逢李海诬陷秦王不轨，草睦上疏辩解是非。其在秦府三十年，历任四任秦王，清廉高节，人称“曹贾凤”。